# Sirenomelie

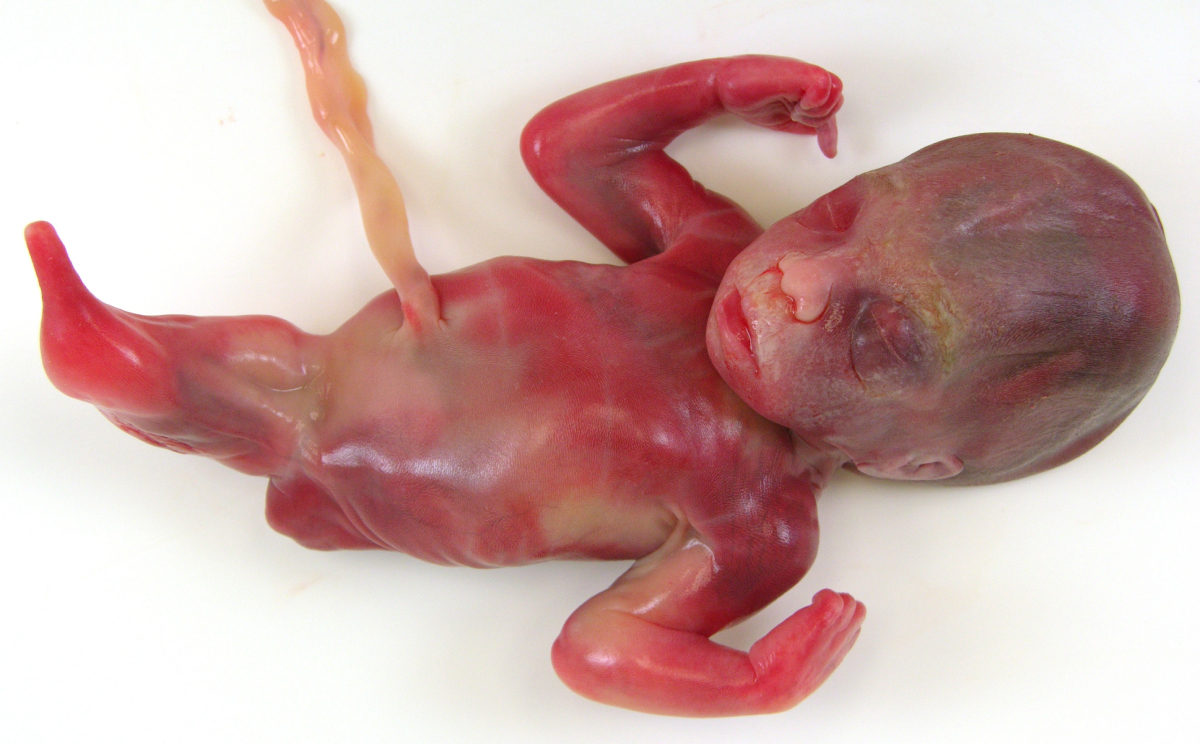
Sirenomelie

Sirenomelie (syn. Symmelie, Sympodie, oder Meerjungfrauensyndrom, englisch sirenomelia, sympodia, mermaid syndrome, historisch auch Sirenenmissbildung) ist eine sehr seltene angeborene Fehlbildung, bei der die Beine ab dem Becken abwärts zusammengewachsen sind.
Der Name des Syndroms leitet sich ab von den Sirenen: weiblichen mythologischen Gestalten, die seit dem Mittelalter mit Fischschwänzen dargestellt werden.
Von der Sirenomelie ist nur eines von 100.000 Neugeborenen betroffen. Der Würzburger Pathologe August Förster (1822–1865) hat 1865 drei Varianten unterschiedlichen Schweregrads beschrieben. In leichteren Fällen sind die Beine zwar angelegt, aber miteinander verschmolzen; in schweren Fällen sind die Unterschenkel – oder die gesamten Beine – nur rudimentär vorhanden.
Fast immer bestehen gleichzeitig weitere Fehlbildungen der Arme und der inneren Organe, wie Nierenagenesie. Die Kinder sind daher selten lebensfähig. 70 % der Feten werden tot geboren, die übrigen sterben kurz nach der Geburt. In der Literatur sind unter 450 Fällen nur drei Betroffene mit längerer Überlebenszeit beschrieben: Tiffany Yorks (geboren Mai 1988, New Port Richey, Florida; gestorben Februar 2016), Milagros Cerrón (geboren 2004, Lima, Peru; gestorben Oktober 2019) und Shiloh Pepin (geboren 1999, Maine, USA; gestorben 2009). Von diesen drei hatte sich einzig Shiloh keiner Operation zur Trennung ihrer Beine unterzogen. Ihre Lebenserwartung betrug eigentlich nur wenige Monate, doch nach zwei erfolgreichen Nierentransplantationen besuchte sie die Schule und bewegte sich mit einem Rollstuhl fort.
Im Oktober 2009 starb Shiloh Pepin an einer Lungenentzündung.
Die Ursache der sporadischen Fehlbildung ist nicht bekannt. Im Tierversuch konnten ähnliche Veränderungen mit chemischen Teratogenen hervorgerufen werden.